# Jean-Claude Dreyfus
Jean-Claude Dreyfus (París,  18 de febrero de 1946) es un actor francés.

## Trayectoria

### Década de 1970
Comenzó su carrera cinematográfica en 1973, con la comedia Comment réussir quand on est con et pleurnichard, de Michel Audiard. Colaboró cuatro veces con Yves Boisset (en Allons z'enfants, Le Prix du danger, Radio corbeau y en La tribu), y con actores como Jean Carmet (Le Sucre), Jean-Paul Belmondo (Le Marginal) o Jean Rochefort (Tándem, dirigida por Patrice Leconte).

### Década de 1990
La década del 1990 y una doble colaboración con el director Jean-Pierre Jeunet marcaron un giro en su carrera. En Delicatessen (1991), encarna a un carnicero inquietante. En La ciudad de los niños perdidos (1994) representa a un asombroso domador de pulgas.[cita requerida]

## Filmografía

### Cine
- 1972: What a Flash !, de Michel Barjo.
- 1974: Comment réussir... quand on est con et pleurnichard, de Michel Audiard.
- 1975: L'Uomo che sfidò l'organizzazione, de Sergio Grieco.
- 1976: Schatten der Engel, de Daniel Schmid.
- 1977: Le Portrait de Dorian Gray, de Pierre Boutron.
- 1978: Alien le retour, de Jacques Rouffio.
- 1978: Le Sucre, de Jacques Rouffio.
- 1979: Les Héroïnes du mal, de Walerian Borowczyk.
- 1979: Je te tiens, tu me tiens par la barbichette, de Jean Yanne.
- 1979: La Dérobade, de Daniel Duval.
- 1981: Allons z'enfants, de Yves Boisset.
- 1982: Le Péril rampant, de Alberto Yaccelini (cortometraje).
- 1982: Fitzcarraldo, de Werner Herzog.
- 1983: Le Prix du danger, de Yves Boisset.
- 1983: Éducation anglaise, película erótica de Jean-Claude Roy.
- 1983: Le Marginal, de Jacques Deray.
- 1984: Rue barbare, de Gilles Béhat.
- 1984: Canicule, de Yves Boisset.
- 1984: Le Fou du roi, de Yvan Chiffre.
- 1984: Notre histoire, de Bertrand Blier.
- 1984: Cheech & Chong's The Corsican Brothers, de Tommy Chong.
- 1984: Liste noire, de Alain Bonnot.
- 1987: Comment Wang-Fô fut sauvé, de René Laloux (cortometraje) (voz).
- 1987: Tandem, de Patrice Leconte.
- 1987: La Vieille quimboiseuse et le majordome, de Julius Amédé Laou.
- 1988: Black mic-mac 2, de Marco Pauly.
- 1988: La Bête féroce, de Magali Cerda (cortometraje).
- 1988: Ville étrangère, de Didier Goldschmidt.
- 1989: Tour d'ivoire, de Dominique Belet (cortometraje).
- 1989: Radio Corbeau, de Yves Boisset.
- 1990: Il y a des jours... et des lunes, de Claude Lelouch.
- 1991: 25 décembre 58, 10h36, de Diane Bertrand (cortometraje).
- 1991: La tribu, de Yves Boisset.
- 1991: Delicatessen, de Marc Caro y Jean-Pierre Jeunet.
- 1991: Todas las mañanas del mundo, de Alain Corneau.
- 1992: Article 22, de Gilles Romera (cortometraje).
- 1992: La Voix, de Pierre Granier-Deferre.
- 1992: La Belle Histoire, de Claude Lelouch.
- 1992: Coyote, de Richard Ciupka.
- 1992: Un vampire au paradis, de Abdelkrim Bahloul.
- 1992: La Fille de l'air, de Maroun Bagdadi.
- 1993: Télé-carton, de Gil Lefauconnier y Isabelle Salvini (cortometraje).
- 1993: Les Portes, de Fabrice Nordmann (cortometraje).
- 1993: Piège à sons, de Philippe Dorison (cortometraje).
- 1993: Deux cafés, l'addition, de Gilles Pujol (cortometraje).
- 1993: Les histoires d'amour finissent mal... en général, de Anne Fontaine.
- 1993: Pétain, de Jean Marbœuf.
- 1994: Toilettes, de Olias Barco (cortometraje).
- 1994: Le Terminus de Rita, de Filip Forgeau.
- 1994: Lonelytude ou une légère éclaircie, de Éric Guirado (cortometraje).
- 1994: Le Concert, de Stéphane Krausz (cortometraje).
- 1994: Bonsoir, de Jean-Pierre Mocky.
- 1994: Cache cash, de Claude Pinoteau.
- 1995: La Main, de Samuel Dupuy (cortometraje).
- 1995: Crash record, de Dominique Champetier (cortometraje).
- 1995: Le Courrier des îles, de Alain Marcel (cortometraje).
- 1995: En mai, fais ce qu'il te plaît, de Pierre Grange.
- 1995: La ciudad de los niños perdidos, de Marc Caro y Jean-Pierre Jeunet.
- 1995: Krim, de Ahmed Bouchaala.
- 1996: Le Réveil, de Marc-Henri Wajnberg (cortometraje).
- 1996: Le Fils de Gascogne, de Pascal Aubier.
- 1996: Une trop bruyante solitude, de Véra Caïs.
- 1996: Pinocchio (The Adventures of Pinocchio), de Steve Barron.
- 1996: Tiré à part, de Bernard Rapp.
- 1997 : Le Nègre, de François Levy Kuentz (cortometraje).
- 1997: Le Milliardaire, de Julien Eudes (cortometraje).
- 1997: Enquête d'audience, de Laurent Pellicer (cortometraje).
- 1997: La Cible, de Pierre Courrège.
- 1997: La Ballade de Titus, de Vincent De Brus.
- 1998: Pension des oiseaux, de Dominique Champetier (cortometraje).
- 1998: Jean-Michel, d'Alexandre Zanetti (cortometraje).
- 1998: L'Homme sans faim, de Mathieu Zeitindjioglou (cortometraje).
- 1999: Un peu de retenue !, de Sylvain Gillet (cortometraje).
- 1999: Un Noël de chien, de Nadine Monfils (cortometraje).
- 1999: Proposition de manger les enfants, de Brice Reveney (cortometraje).
- 2000: Les Enfants du printemps, de Marco Pico (feuilleton TV).
- 2001: Philosophale, de Farid Fedjer.
- 2001: La inglesa y el duque, de Éric Rohmer.
- 2002: Au loin... l'horizon, de Olivier Vidal.
- 2003: La Peau de chagrin, de Stéphane Blanquet y Olive (cortometraje) (voz).
- 2003: La marquise est à Bicêtre, de Paul Vecchiali.
- 2003: Rien, voilà l'ordre, de Jacques Baratier.
- 2003: Lovely Rita, sainte patronne des cas désespérés, de Stéphane Clavier.
- 2004: Deux Frères (Two Brothers), de Jean-Jacques Annaud.
- 2004: Le P'tit curieux, de Jean Marbœuf.
- 2004: Automne, de Ra'up McGee.
- 2004: Un long dimanche de fiançailles, de Jean-Pierre Jeunet.
- 2005: À l'état d'e(m)bauche, de Bernard Tanguy (cortometraje).
- 2005: Zooloo, de Nicolas Bazz (cortometraje).
- 2006: Le Deal, de Jean-Pierre Mocky.
- 2006: Jean de la Fontaine, le défi de Daniel Vigne.
- 2007: Chacun son cinéma, segmento "Cine erótico", de Roman Polanski: el marido
- 2007: Le Bénévole, de Jean-Pierre Mocky.
- 2007: Tierce mineure, de Olivier Vidal.
- 2008: Vincent, le Magnifique, de Pascal Forney (cortometraje).

### Televisión
- 1977: Les Folies Offenbach, de Michel Boisrond (serie de televisión).
- 1978: Nuova Colonia (de Luigi Pirandello), puesta en escena de Anne Delbée, producción de Patrick Bureau: le patron Noccio.
- 1979: Le Journal, de Philippe Lefebvre (serie de televisión).
- 1980: L'Embrumé, de Josée Dayan.
- 1984: Le Rat, de Élisabeth Huppert.
- 1988: Méliès 88: Les sept péchés capitaux, de Philippe Gautier (cortometraje).
- 1988: Le Clan, de Claude Barma (serie de televisión).
- 1989: Jeanne d'Arc, le pouvoir de l'innocence de Pierre Badel (televisión).
- 1990: Peintures de guerre, de Stéphane Kurc.
- 1992: L'Affaire Salengro, de Denys de La Patellière.
- 1992: Princesse Alexandra, de Denis Amar.
- 1992: Jo et Milou, de Josée Dayan (televisión).
- 1994: Passé sous silence, de Igaal Niddam.
- 1997: Mira la magnifique, de Agnès Delarive.
- 2002: Maigret à l'école, de Yves de Chalonge.
- 2004: 3 garçons, 1 fille, 2 mariages, de Stéphane Clavier.
- 2005: Le juge est une femme, de Jean-Marc Seban (serie de televisión) (episodio La última estrella).
- 2006: Au crépuscule des temps, de Sarah Lévy.
- 2006: Monsieur Max, de Gabriel Aghion.
- 2007: Les Cerfs-Volants, de Jérôme Cornuau.
- 2009: L'Affaire Salengro, de Yves Boisset.